# Mercurius Hranno
Mercurius Hranno ist ein germanischer Gott, der einzig durch eine Weihinschrift aus dem 2. bis 3. Jahrhundert in Bornheim-Hemmerich belegt ist. Der germanische Beiname wird mit dem altnordischen Odins-Beinamen Hrani in Verbindung gebracht und aus ihm geschlossen, dass mittels der Weihinschrift der germanische Wodan/Odin durch ansässige Ubier verehrt wurde. Hranno bedeutet „grober Kerl, Polterer“ und spielt auf einen Wesenszug des gemeingermanischen Gottes an.

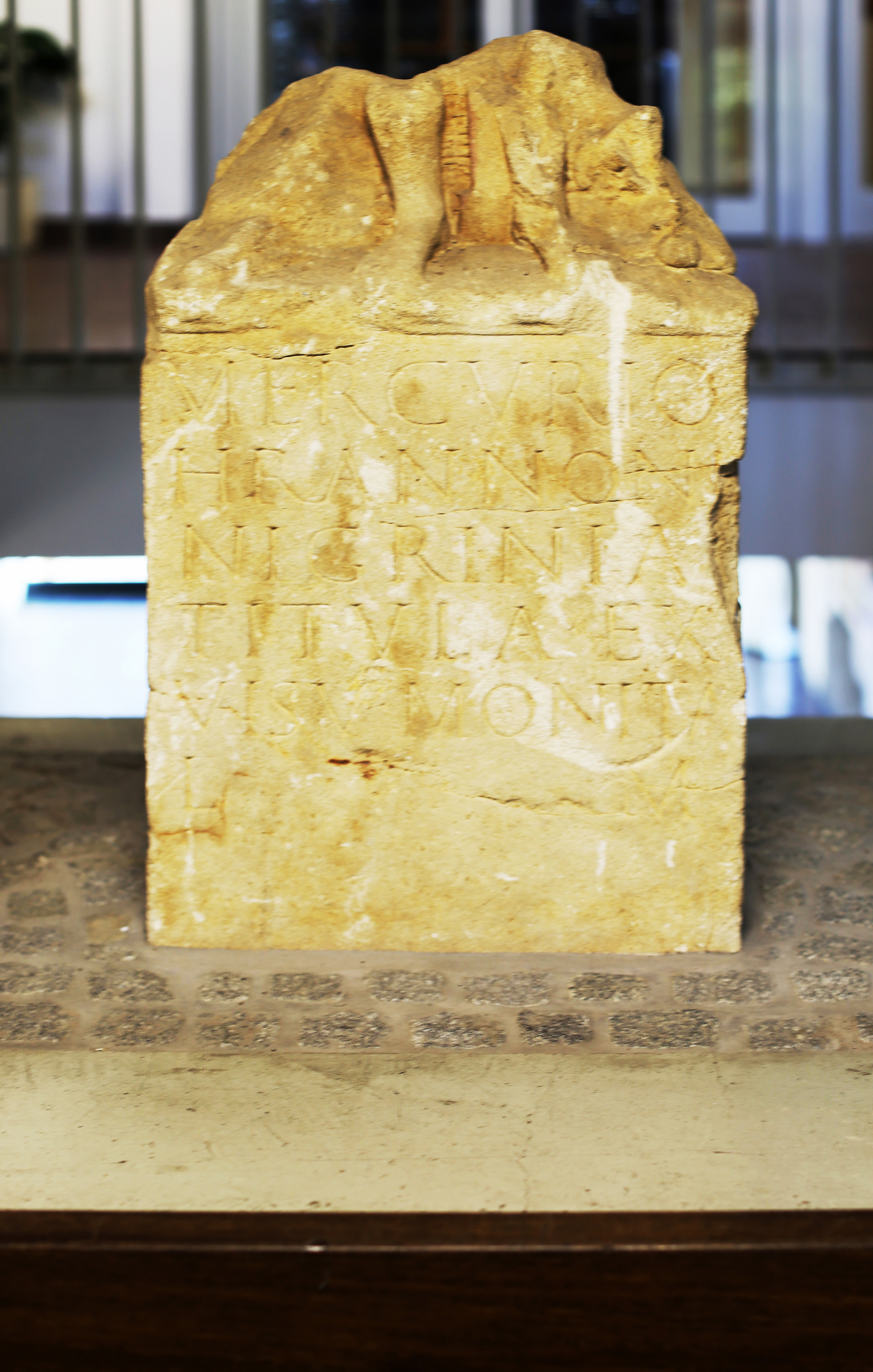
Weihestein für Mercurius Hranno, 2.–3. Jh. n. Chr. FO. Gemarkung Hemmerich-Kardorf (Bornheim)

## Auffindung und Beschreibung
In Hemmerich wurde in der ersten Hälfte der 1980er Jahre bei Ackerarbeiten eine stark beschädigte Mercurius-Statuette ausgepflügt und zunächst unbeachtet am Feldrand abgelegt. Im Jahr 1984 erkannte man den epigraphischen und archäologischen Wert des Stückes und übergab es aus Privatbesitz über die Stadtverwaltung Bornheim dem Rheinischen Landesmuseum in Bonn zur wissenschaftlichen Untersuchung. Die Statuette ist mit einem Sockel ausgestattet, der die Weihinschrift trägt. 
Die aus Lothringer Jurakalkstein gefertigte Statuette ist in der Mitte der Unterschenkel abgebrochen und weist heute eine Gesamthöhe von 79 cm auf, wobei der Anteil des 31,2 cm tiefen Sockels einschließlich der Gesimse 58,8 cm beträgt. Die Rückseite des Sockels ist heute stark beschädigt und war einst nur grob geglättet. An den Seiten des Sockels ist jeweils ein Krater mit s-förmigen Henkeln abgebildet, aus den Mündungen der Kratere rankt ornamentales Blattwerk. Von der fragmentarisch erhaltenen Mercurius-Statuette nach Art einer Aedicula sind die Unterschenkel stark beschädigt erhalten – besonders das linke Unterbein beziehungsweise der Fuß –, wobei das rechte Bein als Standbein dargestellt ist. An erhaltenen bildlichen Ausstattungen ist am linken Fuß eine Schildkröte erkennbar, auf der ein Hahn stand, dessen Schwanzfedern auf der linken Wade erhalten geblieben sind. Zwischen den Beinen des Mercurius ist ein kantiger Gegenstand zu sehen, der vermutlich einst bis zum Kopf der Statuette fortgeführt dargestellt war und ein pfeil- oder speerartiges Objekt zeigte. Allgemein ist die Ausführung unauffällig, weicht ikonographisch nicht von anderen Darstellungen des Mercurius in der Germania inferior ab und bietet insbesondere in der Motivik der Begleittiere der Schildkröte und des Hahns ein häufiges Element. Aufgrund der Funde von weiteren Mercurius-Weihesteinen im Bornheimer Stadtteil Sechtem wird in der Forschung der Ort als ein Heiligtum für Mercurius angesehen. Daraus folgt, dass die Mercurius-Hranno-Statuette ebenfalls ursprünglich in diesem Heiligtum aufgestellt war und später an den Fundort in Hemmerich verschleppt wurde. Der Stein befindet sich im Eigentum der Stadt Bornheim, einen Abguss besitzt das Rheinische Landesmuseum Bonn.

## Inschrift
Auf der Vorderseite des Sockels befindet sich in sechs Zeilen auf dem circa 43 cm × 48,5 cm messenden Schriftfeld die fast unversehrte Weihinschrift in üblicher Majuskel für MERCVRIO HRANNON(I). Der Beiname wäre der Inschrift nach lediglich um ein i, das in der zweiten Zeile rechts abgebrochen ist, erweiternd zu konjizieren. Hartmut Galsterer liest abweichend den Beinamen als Hrannond(i).

„Mercurio / Hrannon / Nigrinia / Titula ex / visu monita / l(ibens) m(erito)“

„Dem Mercurius Hranno (stiftete) Nigrinia Titul(l)a nach Beachtung der Warnung gerne und verdientermaßen.“

Der Name der Stifterin Nigrinia als Ableitung des Gentilnamens Nigrinius hat die Besonderheit, dass dieser nur in der Gallia Belgica und der Germania belegt ist. Der Beiname Titul(l)us zeigt einen Verbreitungsschwerpunkt außerhalb der nördlichen Provinzen mit beispielsweise 35 Belegen in der Gallia Narbonensis gegenüber lediglich zwei Belegen für die Gallia Belgica und beide Germania zusammen. Als ungewöhnlich wird die Formel ex visu monita – zu deutsch nach Beachtung (oder schauen) der Warnung – bewertet, da sie für die niedergermanische Provinz der erste Beleg ist und sie allgemein mit drei Belegen im Nordwesten selten ist (zwei Belege in der Belgica, ein Beleg in der Germania superior).

## Beiname
Der auffällige Beiname des Mercurius ist aus der inschriftlichen Dativform zum Nominativ Hranno herstellbar. Die Graphie germanisch hr- führt lautgesetzlich indogermanisch kr- fort; dadurch stellt sich der Name unzweifelhaft als germanisch dar. Nach der üblichen Interpretatio Romana ist daher davon auszugehen, dass dieser Mercurius den germanischen *Wōðanaz, Wodan/Odin darstellt. Zur Klärung des Beinamens zieht Norbert Wagner unterschiedliche Belege aus dem germanischen Namenschatz heran.
Zunächst verweist er auf den Odinsbeinamen, im konkreten Fall als Deckname. In der Fornaldarsaga der Hrólfs saga kraka tritt Odin verkleidet als Bauer mit dem Namen Hrani auf. Die heute überlieferte Hrolfs saga aus dem 14. Jahrhundert ist eine überarbeitete Fassung einer wesentlich älteren Vorlage. Der Beleg aus der Saga lässt sich zu weiteren Personennamen und Ortsnamen des früh- bis hochmittelalterlichen Skandinavien stellen. Grundsätzlich hat Hrani in der altnordischen Sprache wie im Neuisländischen das Bedeutungsspektrum von „Polterer, rauer Mensch und Prahler“, also mit appellativem Charakter. Eine daraus abgeleitete adjektivische Form ist hranalegr mit der Bedeutung von „barsch, rauh, rücksichtslos“. Daraus folgt, dass im Altnordischen der Odinsbeiname ein Appellativ ist.
Einen älteren Beleg zieht Wagner mit dem Ethnonym Hronum, altenglischer Dativ Plural zu Nominativ Plural Hronan, in der Textstelle Vers 63 des Widsith heran. Hronan hat die Bedeutung von „die Rauhen, rauhen Personen, die Polterer“.
Das inschriftliche Hranno wie das altnordische Hrani weisen beide einen maskulinen n-Stamm auf, ein Unterschied besteht lediglich in -nn- zu -n-, und zeigen eine geläufige Form, wie sie bei anderen maskulinen n-Stämmen im Germanischen erscheint, etwa bei althochdeutsch knappo aus knabbo zu knabo – ein Unterschied, der nicht in der Bedeutung festzulegen ist, sondern im Ausdruck. Wagner sieht somit die Bedeutung der inschriftlichen Form auf Ebene des Sprachlichen geklärt.
Norbert Wagner und Günter Neumann heben die Bedeutung dieses das Wesen oder einen Aspekt des Wodan/Odin betonenden Beinamens hervor, der durch den Inschriftenbeleg eine frühe Stützung aus der westlichen kontinentalen Germania für die viel später überlieferte Form aus der Sagaliteratur erhält. Neumann sieht in Hranno das wiederholt beobachtete Phänomen, dass der Norden der Germania wesentlich konservativer war und somit wiederholt Rückschlüsse und Belege bietet, die im westgermanischen Dialektraum vergangen sind. Die Frage, warum gerade eine Frau dieser explizit maskulinen Gottheit Verehrung dargebracht hat, bleibt fundabhängig vermutlich weiterhin ungeklärt.